# Manfréd Sicilský (1306–1317)
Manfréd Sicilský (italsky Manfredi di Aragona nebo Manfredi di Atene, 1306, Catania – 9. listopadu 1317, Trapani) byl vévoda z Athén a Neopatrie.
Narodil se jako jeden z mladších synů sicilského krále Fridricha II. a Eleonory, dcery neapolského krále Karla Chromého. Své vévodství nikdy nespatřil, zemřel na následky pádu z koně během pobytu v Trapani a byl pohřben v místním kostele sv. Dominika. Jeho dřevěná rakev je upevněna na zdi kostela.